# Ижевско-Воткинское восстание
Иже́вско-Во́ткинское восста́ние (в советской историографии также известно как Иже́вско-Во́ткинский антисове́тский мяте́ж) — вооружённое выступление под руководством организации «Союз фронтовиков» против большевиков и эсеров-максималистов в Прикамье (август — ноябрь 1918 года). Центрами восстания стали Ижевск и Воткинск, где были расположены крупные государственные оборонные заводы. В момент наивысшего подъёма восстание охватывало территорию с населением более 1 миллиона человек (большую часть современной Удмуртии), а численность повстанческой армии достигала 25 тыс. По другим источникам всего 7—8 тыс. человек. Отличительной чертой восстания было активное участие в нём части рабочих Ижевска и Воткинска, при нейтралитете большинства остальных рабочих. Началось под лозунгом «За Советы без большевиков». Стало самым крупным выступлением рабочих против советской власти.

## Предпосылки восстания

### Социальное положение рабочих

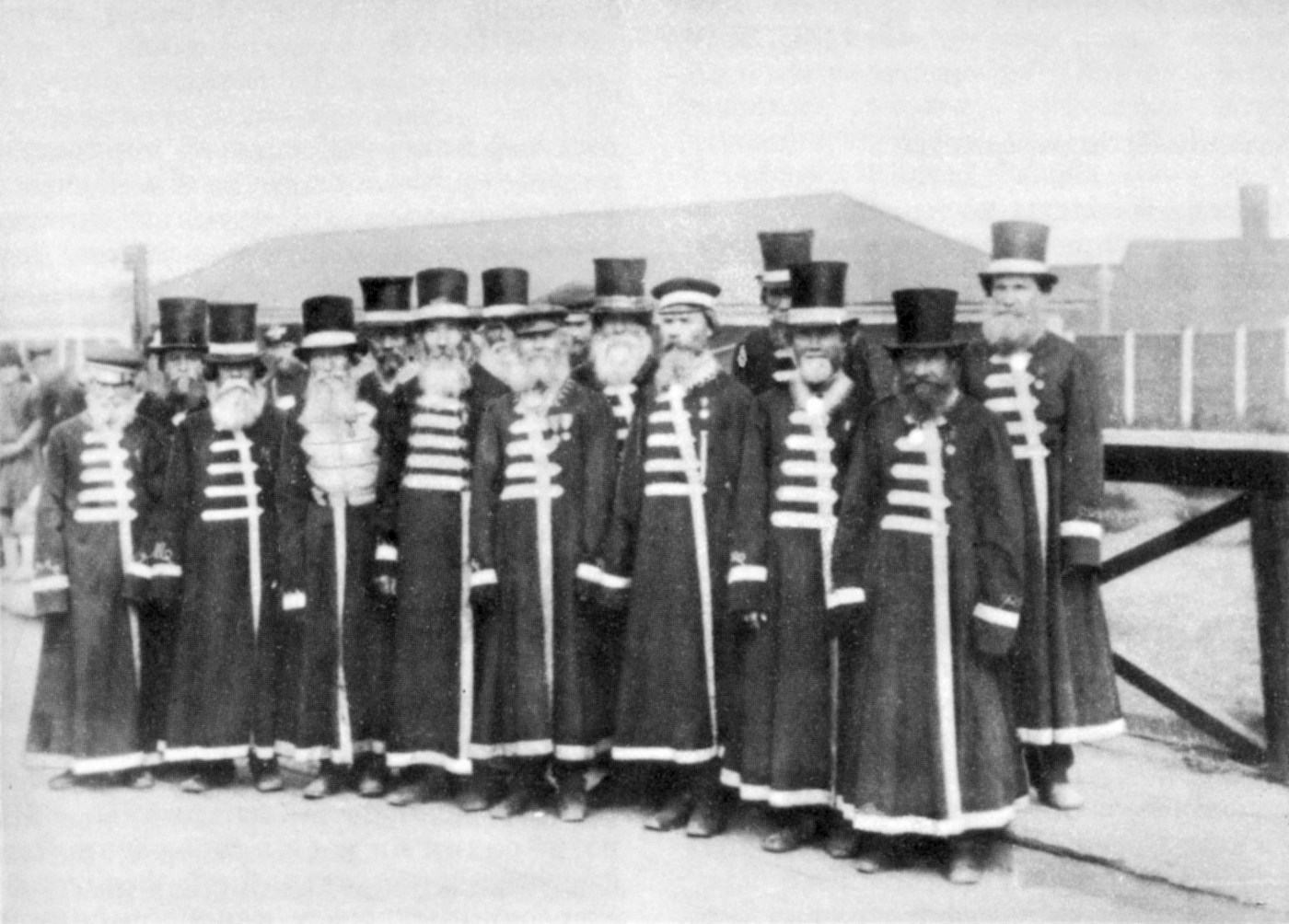
Оружейные мастера Ижевского завода. 1880-е.

Рабочие Ижевска и Воткинска, вместе со своими семьями, составлявшие не менее 73—74 % населения этих городов, принадлежали к особому типу уральского пролетариата. На Ижевском заводе в мае 1918 года было занято 26,7 тысяч рабочих, на Воткинском — 6,3 тысяч. Их основу составляли потомственные кадровые рабочие, при этом каждое новое поколение работало на тех же заводах и зачастую за теми же станками, что и их отцы. По сравнению с приезжими коренные рабочие отличались более высокой квалификацией и добросовестностью.
При этом, однако, значительная часть рабочих не теряла связи с деревней. Многие из них имели подсобное хозяйство, сад и огород, держали скот и домашнюю птицу. В денежном эквиваленте доходы от подсобного хозяйства составляли 15—27 % от среднегодового дохода рабочего Ижевского оружейного завода. За большую заботу о людях рабочие завода горячо любили своего директора, генерала, который был убит в дни революции в Петрограде.
Запрет свободной торговли, объявленный большевиками в рамках политики «военного коммунизма», вызвал недовольство ижевских рабочих и жителей близлежащих деревень и стал одной из причин восстания.
Среди других причин недовольства можно выделить рост безработицы (в начале мая 1918 года в Ижевске насчитывалось более 7 тысяч безработных) и снижение заработной платы (до 40 % от уровня 1913 года). Кроме того, к началу августа Ижевск покинули более 8 тысяч большевистски настроенных рабочих — некоторые из них были направлены на партийную работу в различные населённые пункты Вятской губернии, большинство же было мобилизовано в Красную армию.

### Политические организации Ижевска

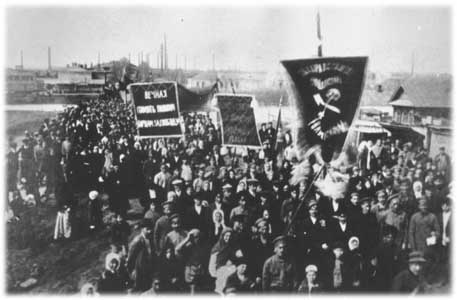
Демонстрация Ижевских рабочих

Февральская революция привела к быстрому становлению общественных и партийных организаций по всей России.
4 мая 1917 года в объединённой Ижевской организации РСДРП произошёл окончательный раскол между большевиками и меньшевиками. В это время городская большевистская организация насчитывала всего 36 членов. Благодаря массовой поддержке рабочих, к Октябрьской революции она выросла до более чем полутора тысяч человек.
В середине лета 1917 года в Ижевске появилась организация эсеров-максималистов. Вскоре максималистское движение стало массовым, а Ижевск и Воткинск — центрами максималистского движения России. Большевиков максималисты иногда поддерживали, но временами подвергали резкой критике слева. Осенью 1917 года в Ижевске был сформирован отряд Красной гвардии, бойцы которого помогали устанавливать советскую власть в городе и заводских посёлках Прикамья.
В апреле 1918 года дело дошло до вооружённого конфликта между этими двумя левыми партиями. Несмотря на это, позднее большевики и максималисты объединились в противостоянии блоку меньшевиков и правых эсеров.
Тем временем ошибки, допущенные большевиками, прежде всего при проведении аграрной политики, привели к недовольству жителей Ижевска и близлежащих деревень. Популярность большевиков падала, и в апреле — мае 1918 года численность их организации в Ижевске сократилась с 1700 до 250 членов. Свою роль в падении популярности блока левых сыграли и действия ультрареволюционных максималистов. Возмущение ижевцев вызвало убийство максималистами меньшевика Сосулина, популярного среди заводских рабочих.
В мае 1918 года инициатива в регионе перешла к блоку меньшевиков и правых эсеров. Летом 1918 года, после того, как на прошедшем в середине мая в Москве VIII Совете ЦК партии эсеров было принято решение о начале вооружённого восстания, в Ижевск с целью организации восстания прибыли члены ЦК ПСР Н. Н. Иванов и И. И. Тетёркин.
Тем временем большевики дважды (в конце мая и в конце июня) потерпели поражение на выборах в Ижевский Совет, после чего с помощью подкреплений из Казани большевики и максималисты разогнали его, и власть в городе перешла сначала к новому исполкому, в котором большинство было за большевиками и максималистами, а затем к Ижевскому военно-революционному штабу, возглавлявшемуся большевиком С. И. Холмогоровым. Разгон Совета и последовавшие за ним аресты лидеров оппозиционных партий ещё более усилили недовольство ижевцев.
Позиции правых социалистов усилились после перехода на их сторону городского «Союза фронтовиков». Эта организация объединяла солдат и офицеров — ветеранов Первой мировой войны. Несмотря на то, что формально её руководителями числились солдаты и унтер-офицеры, фактически «Союзом фронтовиков» руководило офицерское ядро, занимавшее ещё более антисоветские позиции, чем эсеры и меньшевики. Организация насчитывала около 4000 членов, у многих из которых дома хранилось оружие. Именно оно и стала ударной силой восстания.

## Начало восстания

### Ижевск

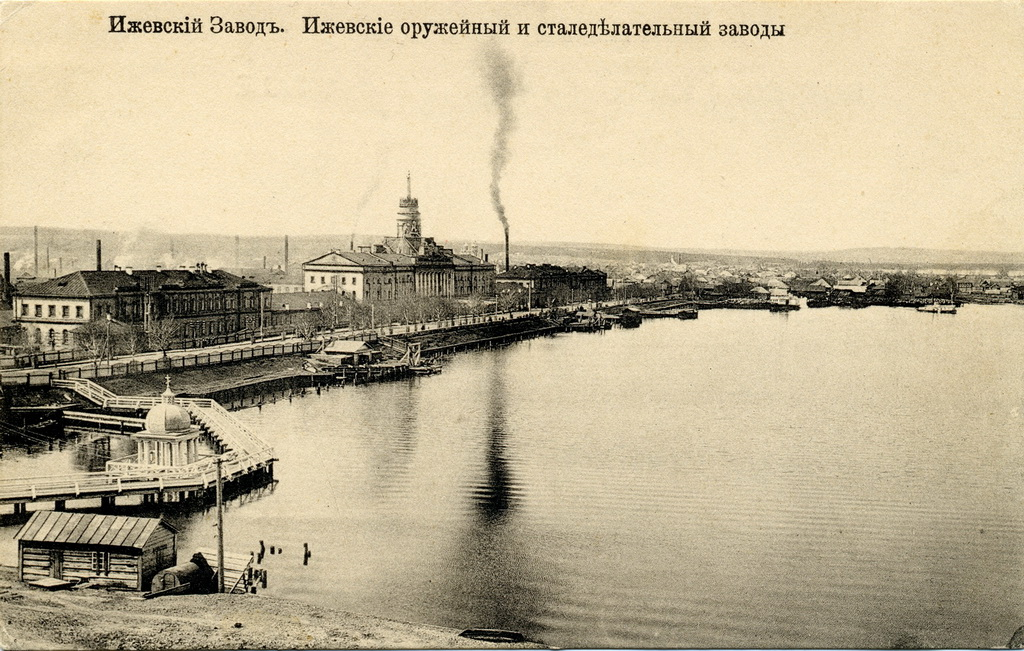
Ижевский оружейный и сталеделательный заводы, около 1916 года

Восстанию в Ижевске непосредственно предшествовало падение Казани 6 августа 1918 года под ударами Чехословацкого корпуса и Народной армии. Для отражения наступления антисоветских сил в Ижевске была объявлена мобилизация. Основные силы большевиков и максималистов ушли на фронт, и в городе остались только несколько десятков красноармейцев и милиционеров. Эту ситуацию и использовали организаторы восстания.
Утром 7 августа большевики собрали митинг, потребовав от рабочих подчиниться приказу и выступить на фронт. «Союз фронтовиков» предъявил большевикам требования из 10 пунктов, поддержанные рабочими, среди которых важнейшим было вооружить и обмундировать всех мобилизованных на заводе и отправить всех вместе.
Большевики приняли все требования, кроме последнего, оговорившись, что оружие будет выдано на станции Агрыз. Это, однако, не устраивало фронтовиков, не желавших покидать город. В ответ они выдвинули ультиматум о немедленном вооружении, отвергнутый большевиками. После этого начался митинг, который большевики попытались закрыть, но рабочие не разошлись. По предложению председателя «Союза фронтовиков» Солдатова рабочие устроили шествие по Казанской улице. Вечером этого дня распространились известия о том, что Солдатов и многие члены «Союза фронтовиков» арестованы.
Рано утром 8 августа загудел заводской гудок, послуживший сигналом к началу восстания. В городе начались митинги. На один из них прибыли три конных милиционера, в том числе заместитель начальника милиции Ижевска Большаков. Митинговавшие напали на них. Большакову после выстрелов в воздух из пистолета удалось вырваться, двое милиционеров были стащены с коней, обезоружены и избиты. В 9 часов утра толпа направилась на склад завода, где хранились готовые винтовки с патронами. Охрана, состоявшая из пленных австрийцев, была обезоружена и восставшие начали вооружаться.
Офицеры из «Союза фронтовиков» на месте формировали из повстанцев организованные отряды, которые, захватив завод и Заречную часть города, атаковали немногочисленных красноармейцев, закрепившихся за рекой Иж, в Нагорной части Ижевска.
Обороной красных руководил военный комиссар П. Н. Лихвинцев. Всего в Ижевске большевики располагали следующими силами: тридцать солдат находились в военном отделе, пятьдесят — в Совете, до ста человек несли охрану других объектов.
Повстанцы обладали значительным численным превосходством. 8 августа в их отрядах насчитывалось до 6000 человек, в том числе около 300 офицеров, 3000 фронтовиков и 3000 рабочих. По другим данным офицеров было всего несколько десятков.
В течение дня красным удавалось пулемётным огнём сдерживать попытки восставших пробиться через мост на Иже к зданию Совета, однако к ночи повстанцы доставили в Ижевск несколько ящиков патронов со станции Гольяны и перешли в решительное наступление. Понимая, что город удержать не удастся, красные отступили. К исходу 8 августа Ижевск полностью контролировался повстанцами.
При отступлении из Ижевска большевики не успели взорвать оружейный склад, благодаря чему в руки повстанцев попали около двух миллионов патронов, 12 ящиков гранат, 11 пулемётов «Ма́ксим».
Согласно другой версии, изложенной в юбилейной Памятке, выпущенной в эмиграции к юбилею восстания членами Ижевско-Воткинского Объединения, восстание началось с рынка, где жены рабочих, недовольные поборами миллиционеров, избили последних безменами для взвешивания товаров.  Возможно, это событие произошло одновременно с описанными выше или 7 августа, что подтверждается датой "7/VIII/1918" на флаге Ижевских частей.

### Воткинск
8 августа в Ижевск из Воткинска прибыла делегация фронтовиков, просивших как можно скорее прислать в Воткинск оружие. В ответ на их просьбу в Ижевске была сформирована рота из 250 человек, причём каждый боец должен был нести по две винтовки. Командовал этой ротой бывший полковник Власов. 17 августа повстанцы подошли к Воткинску.
Воткинские большевики готовились к обороне города, однако ижевская рота обошла Воткинск и атаковала с того направления, откуда оборонявшиеся не ожидали нападения. Кроме того, после начала боя, воткинские фронтовики, вооружившись револьверами и захватив винтовки, напали на красноармейцев с тыла. Уличный бой продолжался три часа. Красные были разбиты и бежали в сторону села Дебёсы и в Шаркан. Военным комендантом Воткинска был назначен бывший капитан Г. Н. Юрьев. В Воткинске началось формирование собственного правительства из социал-демократов и социалистов-революционеров.

## Повстанческая республика

### Организация власти
После победы восстания в Ижевске перед повстанцами встала необходимость организации власти. В первом же обращении к населению объявлялось, что Ижевск признаёт единственной и законной верховной властью в России власть Комитета Всероссийского Учредительного собрания, временно размещающегося в Самаре. Местный Совет объявлялся «только классовой рабочей организацией». Тем самым предполагалась легитимная передача власти от Совета к новообразованной структуре — Комитету Учредительного собрания. Для этого в состав Исполкома Совета 10 августа 1918 года были кооптированы члены будущего местного Комуча. Организация Комитета Учредительного собрания поручалась находившемуся в Ижевске члену Всероссийского Учредительного собрания Василию Ивановичу Бузанову, избранному от Вятской губернии.
Был обновлён Исполком Ижевского совета и его президиум, а позже проведены выборы в Совет. Ни большевики, ни эсеры-максималисты, ни анархисты к выборам допущены не были. Совет, однако, просуществовал непродолжительное время: уже 17 августа 1918 года, в день победы восстания в Воткинске, Ижевский совет передал власть новому органу — Прикамскому комитету членов Учредительного собрания, который осуществлял свою власть в Ижевске до 7 ноября 1918 года.
Прикамский Комуч окончательно сформировался в период с 27 августа по 1 сентября в составе трёх лиц — депутатов Учредительного собрания от эсеровской партии: В. И. Бузанова (глава местного комитета партии эсеров), А. Д. Корякина, Н. И. Евсеева. 9 сентября 1918 года, после введения ещё одного члена — К. С. Шулакова, сформировалась так называемая «верховная четвёрка». Прикамский КОМУЧ считал Самарский КОМУЧ центральным органом, а себя — его местной структурой. После проведения 9 сентября Прикамским КОМУЧем административной реформы, упорядочивающей систему управления на подконтрольной повстанцам территории, Советская власть на территории Прикамья была упразднена полностью.
В духе «непосредственной демократии» произошло формирование власти в Воткинске — на «митинге жителей г. Воткинска» было принято постановление: «политическая власть Советов кончилась», «единственной законной властью в России на данный момент является Комитет Всероссийского Учредительного собрания, временно организованный в Самаре», «в г. Ижевске и Воткинске и их окрестностях вся полнота власти временно, впредь до установления связи с органом Учредительного собрания, сосредотачивается в руках членов Учредительного собрания Н. И. Евсеева, А. Д. Корякина и В. И. Бузанова, имеющих сорганизовать местный Прикамский комитет Учредительного собрания, ответственный в своих действиях перед полномочным Комитетом Учредительного собрания».
В Сарапуле, где постановлением местного Исполкома Совета рабочих депутатов власть созданных большевиками органов также была ликвидирована, «высшей гражданской властью» было объявлено «городское общественное управление в лице его исполнительного органа — городской управы». При управе, на коалиционных началах местного самоуправления, была создана «финансовая комиссия» в составе двух членов Думы, двух членов Центрального фабрично-заводского рабочего комитета и одного представителя уездного земства.
Политический курс Прикамского Комуча повторял общие положения программы Самарского Комуча. Прикамская власть контролировала государственные расходы, утверждала органы местной власти. В Воткинск и Сарапул были назначены особоуполномоченные на правах уездных комиссаров. Официально объявлялись программными лозунги «создания народной власти в лице Учредительного собрания», «свержения комиссародержавия», а позднее — «верности союзникам» и «борьбы с германо-большевизмом».

#### Местное самоуправление
Постановлением № 4 от 9 сентября Прикамский Комуч провозглашал развёрнутую программу устройства центральной и местной власти. Упразднялась «политическая власть Советов и их Комитетов». Признавалось, что «Советы могут существовать лишь как добровольные классовые организации пролетариата и трудового крестьянства». «Во всех своих правах» восстанавливались органы городского и земского самоуправления, «организованные на основе всеобщего, прямого, равного и тайного избирательного права». В отношении их сохранялись в силе законы Временного правительства 1917 года.
Замена советов земствами и городскими управами должна была проводиться поэтапно, в форме «сдачи дел» и ревизии советской финансовой отчетности. Одновременно с этим следовало приступить к подготовке «правильных перевыборов волостных и уездных гласных, согласно положению Временного правительства о волостном и уездном земстве». Упразднялись, с «передачей дел» земскому самоуправлению, также местные земельные и продовольственные комитеты.
Постановление завершалось обращением: «призываем всё население, все его живые силы, всю интеллигенцию помочь органам самоуправления в их трудной и ответственной работе; сплотившись тесным кольцом вокруг органов вашего местного самоуправления, этого величайшего приобретения февральской революции, сделайте его действительным центром местной общественной жизни, так как только на прочном фундаменте местных жизненных органов самоуправления и возможно возрождение и величие нашей измученной дорогой родины России, только на этом фундаменте возможно существование дальнейшей надстройки центральной власти в лице Учредительного Собрания в настоящем и всенародно избираемых парламентов в будущем». Тем самым местное самоуправление определялось как первичная основа всей будущей вертикали государственного управления.

#### Военная власть
Военная власть в повстанческой республике, имевшая не меньший вес, чем гражданская, всё это время принадлежала сначала штабу «Союза фронтовиков», а затем, после создания Народной армии, её штабу. 7 сентября 1918 года Комуч признал необходимым разделить военную и гражданскую власть, санкционировав создание штаба Прикамской Народной армии и назначив на должность Главнокомандующего полковника Федичкина. Воткинской Народной армией командовал капитан Г. Н. Юрьев, член заводского комитета, который с 20 октября 1918 года, после отставки Федичкина, стал Главкомом Прикамья. В достаточно короткое время удалось создать боеспособные вооружённые силы, обеспеченные оружием и руководимые опытными и авторитетными среди местного населения командирами. Первоначальный порядок принятия приказов предусматривал их обязательное утверждение тремя лицами: Главнокомандующим Прикамской Народной армии, уполномоченным Союза фронтовиков и членом местного Совета рабочих депутатов. В Сарапуле решения местной власти визировались делегатами фабрично-заводского комитета.

#### Признание Директории
После образования 23 сентября Уфимской Директории, Прикамский КОМУЧ, как и все другие местные антибольшевистские правительства, подчинявшиеся Директории, был упразднён. 14 октября Евсеев сосредоточил в своих руках всю полноту гражданской власти в Прикамье как чрезвычайный уполномоченный Директории, а В. И. Бузанов, А. Д. Корякин и К. С. Шулаков были назначены его заместителями. В заводских посёлках, подчинявшихся Ижевску, гражданская власть принадлежала особым уполномоченным Евсеева.
Признание верховенства власти Самары делало необходимым установление непосредственных контактов между двумя центрами. В конце сентября в Ижевск прибыли делегаты Самарского Комуча — эсеры Шмелёв и Шелумов. Они привезли деньги и подтвердили готовность дальнейшей помощи. Проведя в городе несколько дней, Шмелев отправился в Уфу, а Шелумов остался в городе на правах уполномоченного из Самары. Под его руководством была сформирована особая «рота Учредительного собрания», выступившая на фронт (сам он вскоре погиб в бою). С сентября контакты с Уфой и Самарой стали достаточно регулярными. На страницах прикамских газет «Ижевский защитник» и «Воткинская жизнь» публиковались сообщения о работе Уфимского Государственного Совещания, грамоты и приказы Уфимской Директории. Однако на известие о произошедшем в Омске перевороте 18 ноября 1918 г., уже после поражения восстания, местные власти отреагировали не так, как их коллеги по Самарскому Комучу. Штаб Прикамской Народной армии решил пойти на «союз с Колчаком», признавая его власть как неизбежную и необходимую, хотя и противоречившую «нормам демократии». Фактическое признание Верховного правителя укрепило связь Прикамья с Белым движением, а ижевские и воткинские части после разгрома восстания вошли в состав Русской армии и принимали участие в боевых действиях вплоть до 1922 года.

### Первые шаги повстанческой власти
Одним из первых мероприятий новых ижевских властей стало разрешение свободы торговли, запрещённой при большевиках. Было отменено осадное положение, отменена смертная казнь.
Главной задачей для руководства стало поддержание выпуска военной продукции на Ижевском заводе, которая была необходима для создания повстанческой армии. Для налаживания работы завода было принято несколько популистских мер. Было объявлено, что дни 8-10 августа, когда завод не работал, будут оплачены. Была отменена предельная норма выработки, установлена дополнительная оплата за продукцию, выпущенную сверх нормы. Применялись и агитационные методы: рабочих призывали повышать производительность для успеха восстания.
Многие меры, проведённые большевиками в рамках своей рабочей политики, новые власти не стали отменять, учитывая настроения рабочих. Были оставлены прежние ставки оплаты труда, оставлены в силе прежние декреты советской власти об условиях работы, социальных гарантиях. Уравнительные тенденции прослеживаются во многих мероприятиях повстанческой власти. Так, например, Прикамским КОМУЧем было принято постановление, по которому и офицеры, и солдаты, и рабочие должны были получать одинаковое денежное довольствие.

### Формирование повстанческой армии

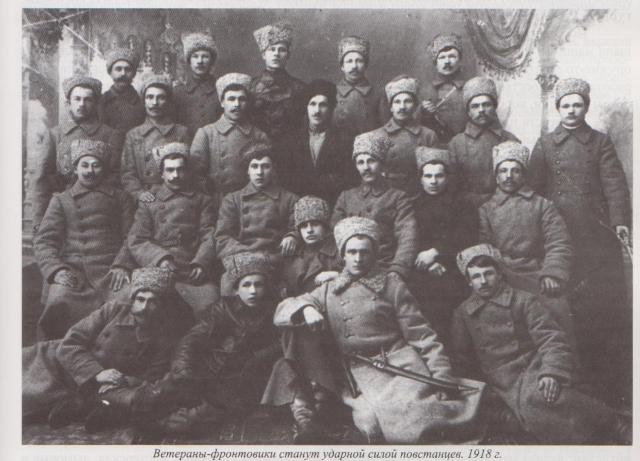
Союз фронтовиков Ижевска. 1918 год

Повстанческие власти начали принимать меры по созданию регулярной армии с первых же дней восстания. 10 августа исполком Совета принял решение о создании собственной народной армии. Основой для неё послужил отряд полковника Федичкина численностью в 300 человек, созданный 9 августа для отражения контратаки красноармейцев. 14—19 августа численность отряда увеличилась на 800 человек за счёт пополнения добровольцами, и в его составе было сформировано несколько рот. Войска были усилены 32-мя захваченными у красноармейцев пулемётами. Ижевский завод поставлял формирующейся армии повстанцев до 2500 винтовок в сутки. В штаб обороны были выбраны капитаны Цыганов, Солдатов и поручик Зебзиев.
По приказу Штаба народной армии 24 августа стрелковая рота в составе 4 взводов по 2 отделения была установлена в качестве основной тактической единицы. В каждой роте было от 100 до 250 бойцов. Общая численность ижевских военных частей в это время достигла 6300 чел., в числе которых было 300 офицеров, 3000 фронтовиков и около 3000 рабочих-добровольцев. Сама армия представляла собой ополчение, так как в ней отсутствовали звания, и она собиралась только по тревоге.
Непосредственно в первый день восстания в Воткинске также началось создание военных частей. 17 августа был образован Штаб Воткинской народной армии, начальником которого стал штабс-капитан Г. Н. Юрьев. Командующим вооружёнными силами Воткинска стал капитан Нилов, заменённый 2 сентября капитаном Журавлёвым. В тот же день 17 августа в Воткинске были сформированы 1-я и 2-я стрелковые роты, конный отряд и батарея из 2-х орудий, возглавленные соответственно поручиком А. Н. Наугольных, капитаном Г. И. Мудрыниным, ротмистром М. И. Агафоновым и подпоручиком Семёновым-Дыговским.
По мере роста масштабов восстания происходила реорганизация армии. Командующий Ижевской Народной армии полковник Федичкин стал главнокомандующим войсками Прикамского края, объединившими Ижевскую и Воткинскую армии, а на Штаб Ижевской Народной армии были возложены функции главного штаба Прикамского края. В сентябре-октябре роты в Народной армии были сведены в более крупные воинские части до бригад включительно. Численность повстанческой армии к 13 сентября составила около 15 тысяч человек.
После взятия 31 августа Сарапула повстанцы попытались сформировать Сарапульскую Народную армию. Большого успеха они в этом не добились.
Отмена запрета свободной торговли привлекла на сторону повстанцев значительные слои прикамского крестьянства. Крестьянам было передано около 60 тысяч произведённых на Ижевском заводе винтовок. Было сформировано несколько крестьянских рот, которые затем сводились в более крупные отряды.

### Снабжение армии
Отличительной чертой Ижевско-Воткинского восстания было наличие в руках восставших мощной производственной базы в виде Ижевских и Воткинских заводов.
Ижевский оружейный завод производил до 2500 винтовок в сутки. Основная их часть шла на вооружение повстанческой армии, значительное количество доставлялось в окрестные сёла восставшим крестьянам в обмен на хлеб. Воткинский завод, в свою очередь, производил снаряды для артиллерийских орудий (до 2000 в сутки), также на заводе занимались бронированием поездов и пароходов. Кроме того, на заводах производились штыки, орудийные замки, отдельные части к пулемётам, холодное оружие, выделывалась колючая проволока для строительства заграждений.
Таким образом, повстанческая армия не имела проблем со стрелковым оружием. Гораздо хуже обстояло дело с обеспечением патронами. В самом начале восстания в руки повстанцев попали более двух миллионов патронов, хранившихся на складах в Ижевске и предназначенных для пристрелки винтовок. Однако этого количества оказалось недостаточно — средний расход патронов повстанческой армией составлял до 50 000 в день. Поэтому была предпринята попытка наладить самостоятельное производство патронов на Ижевском оружейном заводе — гильзы для них собирались на местах боёв для повторного использования, пули же изготовлялись из меди или латуни. Такие патроны оказывались почти бесполезны, часто давали осечки и портили оружие.

## Боевые действия
Первая попытка подавления восстания в Ижевске была предпринята уже 9 августа. Получив сообщение о восстании, воткинские большевики мобилизовали и отправили в Ижевск отряд из 180 человек, однако этот отряд попал в засаду и был разбит.
Следующую попытку предпринял руководитель Ижевского ЧК А. С. Бабушкин. Вечером 8 августа с небольшим отрядом милиционеров он бежал из Ижевска и добрался до станции Агрыз. Здесь он вооружил и организовал отряд в 40 человек при 1 пулемёте и 11 августа на двух железнодорожных платформах двинулся к Ижевску. Однако в десяти километрах от города большевики попали в засаду. Отряд был разгромлен, а сам Бабушкин — захвачен в плен.
Эти события показали всю серьёзность положения, а также выявили тот факт, что без значительной концентрации сил и средств восстание подавить не удастся. Командование Красной армии в районе Прикамья оказалось не готово к такому повороту событий. 2-я армия, штаб которой располагался в Сарапуле, не имела в своём составе достаточного количества боеспособных частей, чтобы быстро подавить восстание.
После получения сообщения о событиях в Ижевске, командование 2-й армии спешно сформировало несколько отрядов, получивших приказ взять Ижевск. Так, 14 августа отряд Красной армии под командованием Алексея Чеверёва численностью в 2500 человек предпринял попытку наступления на Ижевск со стороны Казанской железной дороги, однако в 6 км от города попал в засаду и был полностью уничтожен. 17 августа отряд в 2000 красноармейцев, усиленный 200 кавалеристами и 6 орудиями, начал новое наступление в том же самом направлении. Однако повстанцы успели построить здесь укрепления. Штурм хорошо подготовленной позиции не удался, и красноармейцы вынуждены были отступить.
18 августа началось наступление на Ижевск с востока, от пристани Гольяны. Отряд красноармейцев численностью около 6000 человек под командованием В. А. Антонова-Овсеенко (составленный в основном из латышей и матросов, а также имевший в своем составе пулемётную команду австро-венгерских интернационалистов и несколько орудий) дошёл до села Завьялово и непосредственно до южных окраин Ижевска, начав артобстрел города. Однако здесь красные были остановлены отрядами полковника Д. И. Федичкина, а затем, вследствие значительного численного превосходства повстанцев, полностью окружены подошедшими из Ижевска подкреплениями. Красноармейцы вынуждены были перейти к обороне, и после того, как у них кончились боеприпасы, восставшим удалось одержать победу. В этом бою восставшие захватили орудие и несколько пулемётов.
20 августа воткинские повстанцы заняли село Шаркан. В это же время отряд восставших под командованием капитана Куракина взял под контроль пристань Гольяны.
23 августа по приказу командующего 3-й армией Берзина на пристани Галево высадился отряд Красной армии под командованием матроса Булкина, имеющий приказ захватить Воткинск. Отряд насчитывал около 600 штыков (1-й Советский полк) при 3-х броневиках и 2-х орудиях, его поддерживали огнём суда Пермской флотилии. Однако воткинские повстанцы, используя численное превосходство, окружили и полностью разгромили красных. 29 августа воткинцы, перейдя в наступление, захватили пристань Бабки.
30 августа отряд Булкина получил подкрепления (4 китайские роты, всего до 400 штыков и 250 матросов). Новый отряд, переименованный в Особую Камскую бригаду, возглавил начальник штаба 3-й армии Ю. Ю. Аплок, всего под его командованием оказалось более 3000 человек. 10 сентября произошёл бой под Бабками, в ходе которого воткинские повстанцы разбили отряд Аплока, потерявший убитыми, пленными и дезертировавшими более 2000 человек.
31 августа отряд капитана Куракина вошёл в Сарапул. Находившиеся в городе силы красных предпочли оставить его без боя. Захват Сарапула, в котором располагался штаб 2-й армии РККА, оказался для красных полной неожиданностью и привёл к временному нарушению управления войсками Красной армии на прикамском участке фронта. Переправившись через Каму, повстанцы также заняли Камбарский завод, где на сторону повстанцев перешла рота красноармейцев и несколько деревень, оставив там небольшие гарнизоны.
К середине сентября, заняв узловую железнодорожную станцию Агрыз и развивая наступление вдоль железной дороги, отряды ижевцев продвинулись до станции Сюгинская.
В течение сентября повстанцы установили контроль над Сарапульским, частью Глазовского и Малмыжского уездов.

### Крестьянские восстания
В конце августа под влиянием восстания в Ижевске и Воткинске восстали крестьяне многих населённых пунктов Сарапульского, Глазовского и Малмыжского уездов. Главной причиной выступлений крестьян была продразверстка, проводимая большевиками. Наиболее крупные выступления произошли в сёлах Святогорское, Вавож и Сюмси.
28 августа в селе Вавож собрался народный сход, постановивший арестовать большевистское руководство, начать мобилизацию населения Вавожской волости, а также отправить в Ижевск делегацию с просьбой прислать оружие. 2 сентября в Вавож вошёл отряд Красной армии (2-й батальон 19-го Уральского полка — 400 штыков, 2 орудия, 9 пулемётов), однако большинство населения бежало из села. 10 сентября, после того, как из Ижевска были доставлены около 500 винтовок, а также подошли несколько рот Прикамской народной армии, повстанцы атаковали Вавож и после трёхчасового боя захватили село, при этом в руки вавожских повстанцев попали пулемёты и два орудия. Восстановить здесь советскую власть удалось только в конце октября, когда Вавож был взят отрядами 2-й сводной дивизии Азина.
Крестьянское население Сюмсинской волости также было недовольно частыми реквизициями продовольствия, которые проводили большевики. Это привело к выступлению жителей Сюмсей против продотряда большевиков 12 августа 1918 года. При этом собравшихся на сход крестьян продотрядовцы разогнали пулемётным огнём. После этого жители села отправили в Ижевск делегацию с просьбой прислать винтовки. В конце августа советская власть в Сюмсях была свергнута.
В селе и волости была проведена мобилизация, в ходе которой Сюмсинская волость выставила в повстанческую армию четыре роты по сто человек под командованием бывшего учителя и офицера Банникова. Соединившись с вавожскими повстанцами, сюмсинские роты вели бои с красными на реке Вала, вплоть до конца октября сдерживая все попытки красных прорваться к Ижевску с запада.
В конце августа начались крестьянские волнения в селе Святогорское. Советская власть здесь также была свергнута, крестьяне отказались сдавать хлеб отрядам большевиков. Попытка святогорских повстанцев вступить в контакт с Ижевском провалилась, отправленные в село винтовки были захвачены красными. Тем не менее, восстание в Святогорском продолжалось в течение месяца, отвлекая от Ижевска значительные силы красных, что позволило ижевским повстанцам сформировать северный фронт. На подавление святогорского восстания из Глазова был направлен отряд комиссара Барышникова (около 200 солдат с двумя пулемётами). Позже остатки разгромленных святогорских повстанцев смогли отступить к Ижевску и присоединиться к Прикамской народной армии.

### Северный фронт
После начала восстания в Ижевске и Воткинске и первых успехов повстанцев создалась реальная угроза захвата ими железнодорожной станции Чепца. В этом случае железнодорожное сообщение на линии Вятка — Пермь оказалось бы перерезанным. Для противодействия повстанцам было принято решение о немедленном формировании в Глазове Особой Вятской дивизии. В течение месяца дивизия была создана и насчитывала в своем составе 3500 красноармейцев при 8 пушках и 45 пулемётах. В середине сентября, под командованием комдива А. А. Медведева, она была выдвинута на Дебёсы. Для защиты станции Чепца был выделен полк им. Володарского.
13 сентября ижевские повстанцы начали наступление на севере в направлении на Игру и Чепцу. После тяжёлого боя и рукопашной схватки части красных были разбиты и отступили в Зуру. Заняв Игру, повстанцы предприняли несколько атак на Зуру, однако успеха не добились. Бои в районе Зуры продолжались до начала октября, когда ижевчане попытались нанести удар крупными силами, однако потерпели поражение. 1 октября красные окружили и взяли Игру, а к середине октября, продолжая наступление, вошли в Якшур-Бодью — последний крупный населённый пункт к северу от Ижевска, расположенный в 40 км от города.
После прибытия подкреплений (7-й латышский стрелковый полк), Вятская дивизия начала наступать на воткинском направлении и 7 октября взяла село Шаркан — важный стратегический пункт в обороне Воткинска. Во время решающего наступления на Ижевск 2-й сводной дивизии Азина, части Особой Вятской дивизии вели отвлекающее наступление на Воткинск, сковывая силы повстанцев и отвлекая их от направления главного удара.

## Внутренний кризис
Если на подъёме восстания существовавшие внутри лагеря повстанцев противоречия отходили на второй план, то к осени, когда повстанцы начали терпеть от Красной армии одно поражение за другим, внутренние противоречия давали о себе знать всё сильнее.
Начались политические трения между правыми социалистами и офицерством из «Союза фронтовиков». С точки зрения офицеров, в Прикамский КОМУЧ вошли люди слабые и бесхарактерные, связанные политической программой своей партии, в то время как для успеха восстания, по их мнению, необходим был твёрдый руководитель, не связанный партийностью и преданный идее восстановления в стране государственного порядка. Правые социалисты, в свою очередь, с недоверием относились к офицерам, опасаясь военного переворота. В результате между гражданской и военной властями повстанцев происходило соперничество, приводившее к конфликтам. После одного из них полковник Федичкин подал в отставку с должности командующего Прикамской Народной армии, на его место был назначен социалист Г. Н. Юрьев, а правящая четвёрка во главе с Евсеевым перебралась в Воткинск.
В значительной степени на обстановке в ижевско-воткинском лагере сказалась и большевистская пропаганда. Так, редактор повстанческой газеты «Воткинский вестник» А. Я. Гутман в своих мемуарах указывал на падение дисциплины и разложение тыла повстанцев, а также на определённые успехи, которые имела пропаганда в пользу примирения с большевиками.
Как пишет историк Д. Чураков, причинами нарастания противоречий между руководством восстания и основной массой рядовых участников и ростом разочарования в новой власти являлись также нормы труда, которые с течением времени становились всё менее демократичными. Исследователь отмечает, что сверхурочные работы стали обязательными, в то время как деньги за эти работы числились как задолженность, но не выплачивались. С первой половины сентября рабочим перестала выплачиваться и зарплата: рабочим выплачивалось в лучшем случае 2/3 положенной суммы, остальное также числилось как задолженность.
Началось разложение и в армии, костяк которой составляли рабочие. Если первоначально Прикамская Народная армия формировалась как добровольческая, то уже 18 августа была проведена принудительная мобилизация, ставшая затем обычной практикой. В ходе последней насильственной мобилизации призывались даже 16- и 50-летние.

## Белый террор

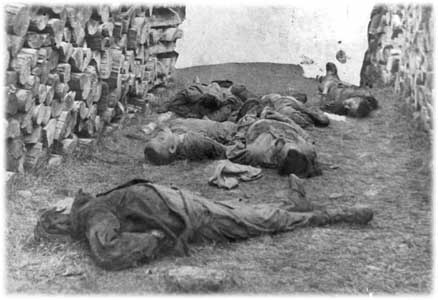
Тела убитых узников барж в Воткинске

С началом восстания повстанцы уничтожили большевистское руководство Ижевска. Уже в первые дни были захвачены и жестоко убиты военный комиссар П. Н. Лихвинцев, лидер ижевских большевиков И. Д. Пастухов, председатель Ижевской ЧК А. С. Бабушкин, председатель ревтрибунала Михайлов, начальник милиции Рогалев, член ревкома Папельмейстер, член исполкома максималист Пётр Баталов, член бюро эсеров-максималистов Екатерина Посаженникова, был выведен из госпиталя и убит председатель военного отдела В. С. Жечев, а также многие другие представители и сторонники прежней власти. Издевательствам подвергались даже тела убитых.
Такая же картина наблюдалась позже и в Воткинске, а также в других заводских посёлках и деревнях Прикамья, где власть брали повстанцы. Арестам подвергались большевики и красноармейцы, а также их родственники. По свидетельству воткинского меньшевика Смирнова, «что бы где ни сказали, или не сделали, в пользу арестованных, даже за передачу и посылку табаку, и те лица привлекались за сочувствие». Так, например, были арестованы отец заместителя председателя Воткинского совета К. А. Казёнова и его 18-летняя сестра. Вместе с самим К. А. Казёновым все они вскоре были расстреляны.
Постепенно репрессиям стали подвергаться всё более широкие слои населения. За недостатком тюремных помещений под временные тюрьмы приспособили баржи. У пристани Гольяны на этих плавучих тюрьмах содержалось около 3 тысяч заключённых, примерно столько же заключённых было и в Воткинске, где для их содержания использовался в том числе Дом Чайковского. Около тысячи заключённых содержалось на баржах в Сарапуле. Как отмечает историк Д. О. Чураков, подсчёты современных историков говорят о том, что масштабы репрессий на подконтрольных повстанцам территориях Прикамья были существенно больше, чем во многих других регионах России, где шла Гражданская война. В Сарапуле, который был под властью повстанцев значительно меньше, чем Ижевск, на каждые 18 жителей приходился 1 политзаключённый. Значительную часть содержащихся на баржах заключенных составляли красноармейцы, взятые в плен на фронтах, в основном это были латыши, венгры и китайцы.
Заключённые содержались в нестерпимо тяжёлых условиях, в любой момент могли стать жертвами грубого произвола со стороны охранников.
Одна из барж с заключёнными, стоявшая у пристани Гольяны, была приготовлена к затоплению на случай прорыва красноармейцев. Спасти заключённых позволил рейд большевистских миноносцев «Прыткий», «Прочный» и «Ретивый» в тыл противника под командованием Ф. Ф. Раскольникова. По приказу Раскольникова при подходе к Гольянам на кораблях были подняты андреевские флаги вместо красных. Обманув таким образом охранников, Раскольников увёл «баржу смерти» в Сарапул. Так были спасены 432 заключённых. По их свидетельствам, перед приходом красных матросов были расстреляны 300 заключённых, часть из них была закопана ещё живыми.
Повстанцами неоднократно проводились массовые казни. Согласно исследованиям историка Чуракова, в ходе одной из таких казней было убито более 100 человек.
Описан случай расправы над 22 крестьянами Банниковыми, арестованными потому, что они были однофамильцами, проживали в одной деревне Болгуры и являлись родственниками какого-то советского деятеля. Представители повстанческих властей, явившиеся в деревню с предписанием задержать одного определённого Банникова, предпочли не разбираться, а арестовать всех найденных мужчин с такой фамилией, включая стариков и несовершеннолетних. 23 октября задержанных доставили в Ижевск и секли кнутом-девятихвосткой, в результате чего семеро были забиты до смерти. Остальные были расстреляны.
Случай с Банниковыми основан на заметке в газете «Ижевская правда», опубликованной уже после подавления восстания. Однако он может быть подвергнут сомнению. Так, например, в метрических книгах Воткинского Благовещенского собора за ноябрь 1918 отмечено, что сразу несколько Банниковых из Болгур крестят своих детей.
Всего в результате карательных акций повстанческих властей в Прикамье, по оценке историка И. С. Ратьковского, осенью 1918 года погибло 500—1000 человек.

## Поражение восстания

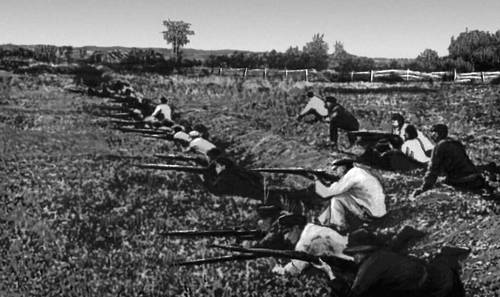
Латышские стрелки в окопах под Ижевском

11 сентября 1918 года части Красной армии взяли Казань. Это позволило высвободить дополнительные силы против повстанцев Прикамья. С начала октября Прикамская Народная армия начинает терпеть поражения. Попытки установить взаимодействие с частями Самарского КОМУЧ — позже Уфимской Директории — к успеху не привели.
Под влиянием внешних и внутренних причин в войсках повстанцев усиливалось брожение, отдельные их части переходили на сторону красных.

### Наступление Красной армии
Должность командующего 2-й армией, на которую и была возложена задача подавления восстания, принял В. И. Шорин. К этому моменту 2-я армия фактически распалась на несколько слабо связанных друг с другом отрядов, сильно деморализованных начальными успехами восставших. Шорину пришлось заново формировать боеспособные части. Штаб армии расположился в Вятских Полянах.
15 сентября в Вятские Поляны прибыл В. А. Азин, получивший под своё командование 2-ю сводную дивизию. К 20 сентября дивизия насчитывала в своем составе 1690 пехотинцев, 450 кавалеристов и 9 орудий, позже дивизия была усилена прибывшим в Вятские Поляны отрядом Чеверёва и 27 сентября начала наступление в направлении Ижевска.
4 октября после тяжёлых боёв дивизии Азина удалось взять сильно укреплённую железнодорожную станцию Агрыз, причём в боях за Агрыз повстанцы использовали бронепоезд. После взятия Агрыза появилась возможность наладить железнодорожное сообщение с Вятскими Полянами, откуда на помощь Азину подошёл бронепоезд и была доставлена артиллерия.
5 октября дивизия Азина, оставив заслон против ижевцев в деревне Юськи, атаковала Сарапул, и после упорного боя части 2-й дивизии вошли в город. 6 октября повстанцы предприняли попытку отбить Агрыз, но, встретив сильное сопротивление, вынуждены были отступить.
После взятия Сарапула началась подготовка к окружению и штурму Ижевска. К 30 октября в составе 2-й сводной дивизии Азина были 4424 штыков, 849 сабель, 27 орудий и два бронепоезда. 40 % её состава приходилось на мобилизованных местных жителей, остальное на интернациональные формирования, составленные из австрийцев, венгров, немцев, китайцев, чехов, сербов, хорватов, татар и башкир.

### Взятие Ижевска
Приказ о наступлении на Ижевск был издан Шориным 3 ноября. Согласно плану, Особая Вятская дивизия должна была начать демонстративное наступление на Воткинск, чтобы сковать силы воткинской группировки противника. Задача воспрепятствовать попыткам Воткинской армии прийти на помощь Ижевску возлагалась также на Полтавский полк, перекрывший Гольянский тракт и железную дорогу Воткинск — Ижевск. Его действия поддерживали с Камы миноносцы Волжской флотилии. Собственно взятие Ижевска возлагалось на 2-ю сводную дивизию Азина, которая должна была наступать на южном направлении.
Наступление дивизии Азина на Ижевск началось 5 ноября. На следующий день части 2-й дивизии подошли к Завьялово и Пирогово и начали артподготовку. Решающее сражение произошло 7 ноября и отличалось особым ожесточением и большими потерями с обеих сторон.
В ходе этого боя повстанцами впервые в гражданской войне была применена так называемая психическая атака. Ижевские офицеры видели такие атаки в Восточной Пруссии и, по причине нехватки патронов, решили повторить этот опыт. Цепи повстанцев шли в атаку шагом с винтовками наперевес, но без выстрелов. Вместе с атакующими шли несколько гармонистов, гудел заводской гудок, били колокола Михайловского собора. Приблизившись к позициям красных, повстанцы вступили в рукопашный бой, используя штыки и ножи. В результате атаки части Красной армии на этом участке фронта были опрокинуты, а Второй мусульманский полк бежал с поля боя, оставив позиции. Командиру дивизии Азину пришлось лично возглавить контратаку, собственным примером вдохновляя солдат.
В этот день ижевцы понесли тяжёлые потери (до полутора тысяч человек убитыми) и вечером, оставив укрепленные позиции, отступили в Ижевск. К этому моменту в руках повстанцев оставалась нагорная часть города, заречная же была занята кавалерией Азина. Вечером 7 ноября Азин направил в Москву телеграмму о взятии Ижевска. Однако, поскольку Красная армия понесла серьёзные потери, а также из-за сложности ведения уличных боёв в городе, ночью боевые действия были приостановлены.
Воткинские повстанцы пытались оказать помощь Ижевску, однако войска Воткинской народной армии, пробивавшиеся к городу, были втянуты в бои с 1-м советским полком, занявшим Гольяны 6 ноября, и не успели вовремя подойти, что стало одной из главных причин успешного штурма Ижевска красными.
Руководство восстания, посчитав, что удержать город не удастся, приняло решение отступать к Воткинску. В ночь с 7 на 8 ноября около 15 000 жителей покинули город (среди них было не менее 10 000 боеспособных мужчин, остальные — члены семей повстанцев). Утром 8 ноября части Красной армии вступили в Ижевск. Сразу же после этого в Ижевске был организован Революционный гражданский Совет, вся власть в городе перешла к нему и специально созданной Чрезвычайной Комиссии. 2-я армия, не задерживаясь в городе, продолжила наступление на Воткинск.

### Переход через Каму
11 ноября, посчитав невозможным оборонять город, повстанцы оставили Воткинск. На следующий день к Воткинску подошли передовые части красных, а в ночь на 13 ноября в город вошли части Особой Вятской дивизии. Задержка наступления Красной армии позволила повстанцам перевести на левый берег Камы сохранившие боеспособность части и уходящее вместе с ними население. Современные исследователи объясняют эту задержку по-разному. Так, К. И. Куликов видит в этом проявление гуманизма по отношению к гражданскому населению. А. В. Коробейников предполагает, что атака на переправу привела бы к кровопролитному сражению на берегу Камы, чреватому большими потерями для Красной армии, и так уже понёсшей значительные потери при штурме Ижевска.
14 ноября по спешно построенному понтонному мосту через Каму перешли основные части Прикамской Народной армии. Всего за Каму ушло около 15 000 бойцов Воткинской Народной армии и столько же членов их семей, а также около 8000 ижевцев и некоторое количество гражданского населения.
Для предотвращения захвата переправы Красной армией 15 ноября мост через Каму был сожжён, но отдельные части повстанцев (в основном отступавшие из Ижевска) не успели переправиться и продолжали оказывать сопротивление на рубеже реки Сива в течение ещё двух недель. Их остатки перешли через Каму после установления на реке ледяного покрова в конце ноября.
Всего Ижевско-Воткинские части в окружении Красной армии смогли продержаться с боями 100 дней.

### Красный террор
После взятия Ижевска начались массовые проверки оставшихся в городе жителей на причастность к повстанческому движению. В этих проверках принимала участие не только ЧК, но и специально созданный Ижевский карательно-экспедиционный отряд по борьбе с контрреволюцией при штабе 2-й армии.
Непосредственно после взятия города красными было расстреляно значительное количество участников восстания. Называются разные цифры — от нескольких десятков до 400—500 и даже более. По утверждению полковника Федичкина, при вступлении в Ижевск большевики расстреляли на площади Михайловского собора 400 рабочих из числа оставшихся в городе. Деникин в своих мемуарах утверждал, что в первый же день овладения Ижевским заводом были казнены 800 рабочих.
Исследователь данной темы Е. Ф. Шумилов, ссылаясь на официальные списки ЧК, говорит о 74 расстрелянных. Всего же, в течение пяти месяцев с 8 ноября и до взятия города Русской армией, было без суда казнено около 500 ижевских рабочих.
Расстрелы производились и в Воткинске. Согласно списку Воткинской ЧК после вступления в город частей Красной армии по обвинению в причастности к участию в восстании было казнено 126 человек.
В декабре 1918 года одна из главных улиц Ижевска — Береговая была переименована в улицу Красного террора.

## Итоги

Воткинская батарея 2-го стрелкового артиллерийского дивизиона. Приморье, 1922 год

Отступившие за Каму войска повстанцев в дальнейшем воевали с большевиками в составе Ижевской дивизии и Воткинской бригады Восточного фронта адмирала А. В. Колчака. Ижевские части имели численность до 3 тыс. человек.
После взятия Ижевска и Воткинска подавляющее большинство личного состава дивизий дезертировало и разошлось по домам (однако, большая часть высококвалифицированных рабочих остались с белыми).
После поражения белых Ижевская дивизия в Великом Сибирском Ледяном походе одна из немногих сохранила дисциплину и единственная сохранила свою артиллерию. В 1920 году ижевские части насчитывали более 500 человек. Последняя часть — Ижевский батальон в 1922 году в Приморье. В эмиграции большая часть ижевцев осела в Маньчжурии и США, они имели свои эмигрантские организации.
В стратегическом отношении Ижевско-Воткинское восстание оказало существенное влияние на положение Восточного фронта Красной армии, главным образом на действия 2-й и 3-й его армий. 2-я армия фактически была разгромлена восставшими, после чего её пришлось создавать вновь и до самого конца восстания она была прикована к Ижевско-Воткинскому району, не имея возможности содействовать фронту. В свою очередь, 3-я армия вынуждена была выделить часть своих сил для действий против восставшего Воткинска, кроме того значительные силы были отвлечены для защиты железной дороги Вятка-Пермь, которая находилась под угрозой быть перерезанной повстанцами. Все это стало важным фактором, позволившим Русской армии сосредоточить силы на Пермском направлении и впоследствии захватить Пермь 25 декабря 1918.
В результате поражения восстания Белое движение потеряло возможность использовать в Гражданской войне потенциал ижевских оружейных заводов, выпускавших до одной трети всего стрелкового оружия, производимого в России. Эти заводы перешли в руки красных.
Вместе с тем, в связи с уходом значительной части рабочих за Каму выпуск винтовок на Ижевском заводе резко сократился. Только к январю 1919 года удалось довести его до 1000 штук в день, что, тем не менее, вдвое уступало объёму производства до восстания.
Советская власть в восставших уездах была восстановлена, однако в апреле 1919 года Ижевск и Воткинск были на непродолжительное время заняты наступающими на запад войсками Колчака.

## Память о восстании

Памятник И. Д. Пастухову в Ижевске

13 декабря 1918 года, после занятия города красными, на основании постановления Революционного гражданского совета были переименованы улицы в честь погибших комиссаров: Жечева, Холмогорова, Лихвинцева. Позже в Ижевске появились улицы Азина, Бабушкина и Пастухова.
В 1921—1922 годах рядом с Михайловским собором по проекту архитектора Г. Ф. Сенатова был возведён мемориальный комплекс, посвященный деятелям революции и гражданской войны. Монумент был сооружён на братской могиле, в которой похоронены погибшие во время восстания большевики, в том числе Жечев, Лихвинцев, Холмогоров и Пастухов.
1 мая 1933 года в Ижевске был открыт памятник председателю Ижевского горсовета И. Д. Пастухову, созданный скульптором И. С. Ефимовым. Первоначально памятник находился рядом с Александро-Невским собором, но в 1967 году был перенесён на улицу Коммунаров.
12 августа 2009 года в Ижевске состоялось торжественное открытие мемориальной доски в память об участниках Ижевского восстания 1918 года. Она установлена на фасаде здания бывшего Генеральского дома, где располагался штаб восстания. В церемонии открытия участвовали представители администрации Ижевска и Удмуртской епархии РПЦ.
19 июня 2009 года в Центральном сквере Воткинска был открыт памятный камень, посвящённый воткинцам, погибшим в годы Гражданской войны. В деревне Галёво находится памятник на месте переправы повстанцев через Каму.
В СНТ «Литейщик», расположенном в Тукаевском районе Республики Татарстан, существует улица Ижевского Восстания. Год наименования улицы неизвестен.
В эмиграции, в Китае, в 1943 году был выпущен памятный знак, посвященный востстанию, который одновременно являлся и знаком Объединения Ижевцев-Воткинцев. После сидения в лагере Гирин в 1923 году большинство командиров Ижевцев и Воткинцев, переехало в город Беркли около Сан-Франциско. В Беркли находится университет и многие офицеры и генерал Молчанов переехали в США по студенческой визе, образовали неформальное объединение и встречались в местной церкви. К очередному юбилею восстания в русской церкви города Беркли была установлена лампада в память о восстании 1918 года.
К 80-летию восстания в России членами военно-исторических объединений было изготовлено памятное знамя и вручено в Сан-Франциско последним оставшимся в живым участникам гражданской войны, членам Ижевско-Воткинского Объединения. Автором знамени и его изготовителем является М.Ю. Блинов, консультантом - А.И. Дерябин. Знамя находится в Музее Общества Ветеранов Великой Войны в г. Сан-Франциско.

## В культуре
- О событиях Ижевско-Воткинского восстания рассказывается в романе Алдана-Семёнова «Красные и белые».
- В репертуаре русской националистической группы «Коловрат» есть песня «Ижевский полк», посвящённая событиям восстания. Аналогичная песня есть у группы «Моя Дерзкая Правда» (М.Д.П).
- Некоторые моменты восстания отображены в историческом романе Алексея Иванова «Бронепароходы».
- Маршем Ижевцев и Воткинцев стали песни на мотив "Варшавянки" и "Марсельезы"